# جوردن ماثيوز (لاعب كرة قدم)
جوردن ماثيوز (بالإنجليزية: Jordan Matthews)‏ هو لاعب كرة قدم أمريكي في مركز الدفاع، ولد في 14 يوليو 2002 في أكوورث في الولايات المتحدة. لعب مع اتلانتا يونايتد 2.